# Акерман, Рахиль
Рахиль Акерман (нем. Rachel Akerman, ивр. רחל אקרמן‎; ок. 1522—1544, Иглау, Моравия (ныне Йиглава, Чехия)) — одна из старейших австрийско-еврейских поэтесс. Первая еврейка, писавшая стихи на немецком языке.

## Биография
Родилась, по всей вероятности, в Вене, по некоторым данным в очень богатой семье.
Получила прекрасное образование, изучив, между прочим, латинский и греческий языки. Уже в первых своих опытах, написанных в ранней юности, Р.Акерман проявила поэтическое дарование. Писала стихи для своего удовольствия. За своё произведение «Geheimniss des Hofes» («Тайна двора»), в котором описываются интриги придворных. Описала интриги таким образом, что стихотворение вскоре было запрещено, а поэтесса вместе с отцом была выслана из Вены.
Потрясенная постигшей её карой, Р. Акерман вскоре умерла в Иглау, Моравия.